# Философические письма
Философические письма (фр. Les lettres philosophiques) — философское произведение Петра Чаадаева. Написано в форме посланий, адресованных Екатерине Дмитриевне Пановой, которая в письмах именуется «Сударыней». Всего Чаадаевым было написано восемь философических писем; языком оригинала этих писем был французский, датированы они 1828—1830 гг..

## История публикации
При жизни автора было опубликовано лишь первое письмо — в журнале «Телескоп» в 1836 году в русском переводе. Публикация вызвала скандал. Министр народного просвещения Уваров назвал её «дерзостной бессмыслицей» и потребовал запретить опубликовавший её журнал. Сам Чаадаев был объявлен по указу императора Николая I сумасшедшим, и в течение года находился под надзором врача и полиции. Через год был объявлен «исцелённым», и оставлен с предписанием ничего не писать и не публиковаться, в 1837 году написал свою последнюю работу «Апология сумасшедшего», в надежде, что она будет опубликована после его смерти.

## Содержание

### Первое письмо
Цель религии и смысл всякого существования Чаадаев полагает в установлении на Земле «царства Божьего» или «совершенного строя». Затем он переходит к рассмотрению «нашей своеобразной цивилизации», которая, раскинувшись от Германии до Китая (от Одера до Берингова пролива), не принадлежит ни Востоку, ни Западу и только начинает приоткрывать истины, давно уже известные другим народам. Окидывая взглядом историю России, Чаадаев обнаруживает в ней «мрачное и тусклое существование», где нет внутреннего развития. Эти мысли приводят его к размышлению о народах, которые представляют собой «нравственные существа». Как и прочие существа, они имеют внутреннее строение: инертные массы («косные громады») и мыслители (друиды). При этом народы Запада (англичане, кельты, германцы, греки, римляне, скандинавы) образуют Европу, суть которой в идеях долга, справедливости, права и порядка. Чаадаев — противник идеи множественности цивилизаций, ибо неевропейские формы быта он рассматривает как «нелепые отступления». Благоденствие Европы является следствием обретения ею истины.
Смысл же России Чаадаев видит в следующем:

Мы жили и сейчас ещё живем для того, чтобы преподать какой-то великий урок отдалённым потомкам

### Последующие письма
Во втором письме Чаадаев подвергает критике православие за то, что оно, в отличие от западного христианства, не способствовало освобождению низших слоёв населения от рабской зависимости, а, напротив, закрепило крепостничество во времена Годунова и Шуйского. Он призывает к осмысленному существованию, но критикует монашеский аскетизм за «безразличие к жизненным благам».
В третьем письме Чаадаев размышляет над соотношением веры и разума. С одной стороны, вера без разума — это мечтательная прихоть воображения, но разум без веры также существовать не может, ибо «нет иного разума, кроме разума подчинённого». И подчинение это состоит в служении благу и прогрессу, который состоит в осуществлении «нравственного закона».
В четвёртом письме он пишет о двух силах природы — тяготении и «вержении» (начальный толчок, противоположная тяготению сила). Таким образом, Чаадаев пытается преодолеть натурфилософию Ньютона, сделав акцент на движении. Также он использует понятия «объективной реальности» и «мироздания». Образ Божий в человеке, по его мнению, заключён в свободе.
В пятом письме Чаадаев противопоставляет сознание и материю, полагая, что они имеют не только индивидуальные, но и мировые формы. Так «мировое сознание» есть не что иное как мир идей, которые живут в памяти человечества.
В шестом письме он намечает «философию истории». Чаадаев считал, что история человечества должна включать имена таких деятелей как Моисей и Давид. Первый «указал людям истинного Бога», а второй явил «образ возвышенного героизма». Далее Чаадаев возвышает Эпикура, а Аристотеля именует «ангелом тьмы». Цель истории — не «космополитическое будущее», данная идея Чаадаевым активно критикуется. Космополитизм философ называет «химерой». Цель истории — восхождение к Царству Божьему. Реформацию он называет «прискорбным событием», разъединившим единую христианскую Европу.
В седьмом письме Чаадаев лестно высказывается об исламе и Мухаммеде, признавая их заслугу в искоренении многобожия и консолидации Европы. Он использует термин «арабская цивилизация».
В восьмом письме он говорит о цели и смысле истории как о «великом апокалиптическом синтезе», когда на земле установится «нравственный закон» в рамках единого планетарного общества.

## Апология
Чаадаев признаёт необходимость любить родину, но любовь к истине ставит выше. Также он противопоставляет патриотизм «самоеда» к своей юрте и патриотизм «английского гражданина». Любовь к родине нередко питает национальную ненависть и «одевает землю в траур». Чаадаев признаёт истинным прогресс и европейскую цивилизацию, а также призывает избавиться от «пережитков прошлого». Он высоко ценит деятельность Петра Великого по приобщению России к Европе и видит в этом высший смысл патриотизма.

## Издания
- Философические письма // Чаадаев П. Я. Полное собрание сочинений и избранные письма. — Т. 1. — М.: «Наука», 1991. — 768 с. ISBN 5-02-008075-6, ISBN 5-02-008076-4